# أنوية (خصلة)
الأَنَوِيَّة (مصدر صناعي مشتق من الأَنا) تُعرف بأنها الدافع للحفاظ على وجهات النظر الإيجابية عن الذات وتعزيزها، وتتميز عمومًا برأي متضخم حول السمات الشخصية للفرد وأهميته التي تتميز برؤية الشخص المتضخمة لذاته وأهميته الذاتية. وغالبًا ما يتضمن مبالغة في التقدير الفكري والجسدي والاجتماعي وغيرها. لدى الأناني إحساس غامر بمركزية الـ «أنا» فيما يتعلق بصفاته الشخصية.